# ألفارو توريس
ألفارو توريس (بالإسبانية: Álvaro Torres) هو مغني سلفادوري، ولد في 9 أبريل 1954 في أوسولوتان في السلفادور.

## وصلات خارجية
- الموقع الرسمي
- ألفارو توريس على موقع ميوزك برينز (الإنجليزية)
- ألفارو توريس على موقع أول ميوزيك (الإنجليزية)
- ألفارو توريس على موقع ديسكوغز (الإنجليزية)